# Lago Edoardo
Il lago Edoardo è uno dei grandi laghi africani. È posizionato nella Rift Valley, sul confine tra la Repubblica Democratica del Congo e l'Uganda, la sua costa settentrionale è a pochi chilometri dall'equatore. Henry Morton Stanley è stato il primo occidentale, nel 1888, a visitare il lago, e lo chiamò "lago Edoardo" in onore di Alberto Edoardo, l'allora principe di Galles.
Negli anni settanta ed ottanta, in Uganda e Zaire il lago veniva chiamato  lago Idi Amin o  lago Idi Amin Dada, in onore del dittatore ugandese Idi Amin. A seguito della sua caduta, si è tornati ad chiamarlo lago Edoardo.
Il lago Edoardo è alimentato dai fiumi Nyamugasani, Ishasha, Rutshuru e Rwindi. Tramite il fiume Semliki le sue acque fluiscono verso nord-est nel lago Alberto. È anche connesso, tramite il canale Kazinga, al lago Giorgio. Si trova a una altezza di 920 metri, ha una lunghezza massima di 77 km e una larghezza massima di 40 km, e copre una superficie di 2150 km², che ne fa il quindicesimo lago più grande del continente.

## Ecologia

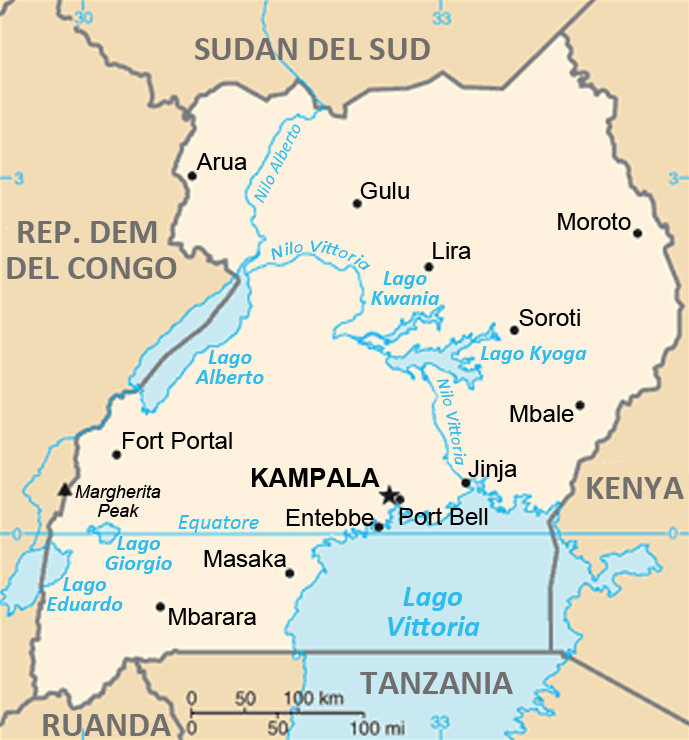
Il lago Edoardo sulla cartina dell'Uganda

La pesca è un'importante attività tra le popolazioni locali. La fauna che vive sulle sponde del lago, tra cui vi sono scimpanzé, leoni, elefanti e coccodrilli, è protetta dal Parco nazionale Virunga, nel Congo, e dal Parco nazionale Regina Elisabetta, in Uganda. L'area è anche rifugio per molte specie di uccelli, sia stanziali che migratorie.